# Ausac
Auzat-sur-Allier també anomenat Auzat-la-Combelle és un municipi d'Alvèrnia-Roine-Alps del departament francès del Puèi Domat.